# Knoxford
Knoxford est une communauté canadienne située dans le comté de Carleton dans la province du Nouveau-Brunswick.

## Géographie
|                     | Haut-Kent |  |
| Blaine (Maine)      | Knoxford  |  |
| Bridgewater (Maine) |           |  |

## Annexe